# Championnats d'Europe féminins de judo 1985
Navigation
Édition précédente Édition suivante
La 11e édition des championnats d'Europe féminins de judo s'est déroulée du 15 au 17 mars 1985 à Landskrona, en Suède, ceci pour les épreuves individuelles.
Car, pour la première fois en effet, un championnat d’Europe féminin par équipes a vu le jour. Il a été disputé en même temps que l’épreuve par équipes masculine en octobre, à Bruxelles, en Belgique (voir article connexe). 

## Résultats
| Épreuves             | Or                          | Argent                  | Bronze                                             |
| -------------------- | --------------------------- | ----------------------- | -------------------------------------------------- |
| - 48 kg super-légers | Marie-France Colignon (FRA) | Birgit Friedrich (FRG)  | Anna Chodakowska (POL) Ann-Marie Briody (GBR)      |
| - 52 kg mi-légers    | Pascale Doger (FRA)         | Tipi Kantojärvi (SWE)   | Karen Briggs (GBR) Edith Hrovat (AUT)              |
| - 56 kg légers       | Béatrice Rodriguez (FRA)    | Gerda Winklbauer (AUT)  | Maria Gontowicz-Szałas (POL) Diane Bell (GBR)      |
| - 61 kg mi-moyens    | Bogusława Olechnowicz (POL) | Gabriele Ritschel (FRG) | Ann Hughes (GBR) Ann De Brabandere (BEL)           |
| - 66 kg moyens       | Brigitte Deydier (FRA)      | Roswitha Hartl (AUT)    | Elisabeth Karlsson (SWE) María Carmen Bellón (ESP) |
| - 72 kg mi-lourds    | Ingrid Berghmans (BEL)      | Barbara Claßen (FRG)    | Natalina Lupino (FRA) Karin Posch (AUT)            |
| + 72 kg lourds       | Sandra Bradshaw (GBR)       | Anne Åkerblom (FIN)     | Maria Teresa Motta (ITA) Marjolein van Unen (NED)  |
| Toutes catégories    | Marjolein van Unen (NED)    | Karin Posch (AUT)       | Beata Maksymow (POL) Theresa Hayden (GBR)          |

## Tableau des médailles
| Rang | Nation               | Or | Argent | Bronze | Total |
| ---- | -------------------- | -- | ------ | ------ | ----- |
| 1    | France               | 4  | 0      | 1      | 5     |
| 2    | Royaume-Uni          | 1  | 0      | 5      | 6     |
| 3    | Pologne              | 1  | 0      | 3      | 4     |
| 4    | Belgique             | 1  | 0      | 1      | 2     |
| 4    | Pays-Bas             | 1  | 0      | 1      | 2     |
| 6    | Autriche             | 0  | 3      | 2      | 5     |
| 7    | Allemagne de l'Ouest | 0  | 3      | 0      | 3     |
| 8    | Suède                | 0  | 1      | 1      | 2     |
| 9    | Finlande             | 0  | 1      | 0      | 1     |
| 10   | Espagne              | 0  | 0      | 1      | 1     |
| 10   | Italie               | 0  | 0      | 1      | 1     |
|      |                      | 8  | 8      | 16     | 32    |

## Sources
- Podiums complets sur le site JudoInside.com.

- Podiums complets sur le site alljudo.net.

- Podiums complets sur le site Les-Sports.info.